# Cristian Ceballos
Cristian Ceballos Prieto (Santander, Cantabria, 3 de diciembre de 1992) es un futbolista español. Juega como centrocampista y su equipo es el Sabah F. C. de la Liga Premier de Azerbaiyán.

## Trayectoria
Se formó en las categorías inferiores del F. C. Barcelona, hasta que en 2011 fue fichado por el Tottenham Hotspur. Un año después fue cedido al Arouca portugués.
En la temporada 14/15 volvió al  Tottenham Hotspur, para al final de la misma quedar como jugador libre.
En julio de 2015 se anuncia su fichaje por el Charlton Athletic F. C. de la The Championship, para las tres próximas temporadas.

## Clubes
| Club                    | País       | Año       |
| ----------------------- | ---------- | --------- |
| Tottenham Hotspur F. C. | Inglaterra | 2011-2015 |
| F. C. Arouca (cedido)   | Portugal   | 2013-2014 |
| Charlton Athletic F. C. | Inglaterra | 2015-2017 |
| Sint-Truidense (cedido) | Bélgica    | 2016-2017 |
| Sint-Truidense          | Bélgica    | 2017-2019 |
| Al-Wakrah S. C.         | Catar      | 2019-2021 |
| Catar S. C.             | Catar      | 2021      |
| Sabah F. C.             | Azerbaiyán | 2021-     |